# Олдрич, Джон Мертон
Джон Мертон Олдрич (John Merton Aldrich; 1866—1934) — американский энтомолог. Он считается одним из самых плодовитых энтомологов, изучавших мух. Олдрич был помощником куратора насекомых в Национальном музее США. Его коллекция и сегодня остается одной из важнейших для музея общих коллекций двукрылых.

## Биография
Изучал энтомологию в нескольких американских университетах. С 1893 — профессор в Университете Айдахо. После многолетней работы вместе с несколькими другими профессорами был уволен оттуда в 1913, так как они обвинили президента университета в некомпетентности. Продолжил свою карьеру в Bureau of Entomology. Был активным членом Американской Универсалистской Церкви. Он был секретарем-казначеем Энтомологического общества Америки с 1915 по 1920 год и его президентом в 1921 году. В 1926 году он был президентом Вашингтонского энтомологического общества (Washington Entomological Society). 27 мая 1934 года скоропостижно скончался. Похоронен в Москве, штат Айдахо.

### Семья
Дважды состоял в браке. Первая жена и сын умерли.